# Fundulus diaphanus
Fundulus diaphanus és una espècie de peix de la família dels fundúlids i de l'ordre dels ciprinodontiformes. Els mascles poden assolir els 13 cm de longitud total. Es troba al Canadà i els Estats Units.
Té una subespècie, Fundulus diaphanus menona (Jordan & Copeland, 1877), els mascles de la qual poden assolir els 10 cm de longitud total. i que habita també als Estats Units i el Canadà.